# Tropidoscincus
Genre
Tropidoscincus est un genre de sauriens de la famille des Scincidae.

## Répartition

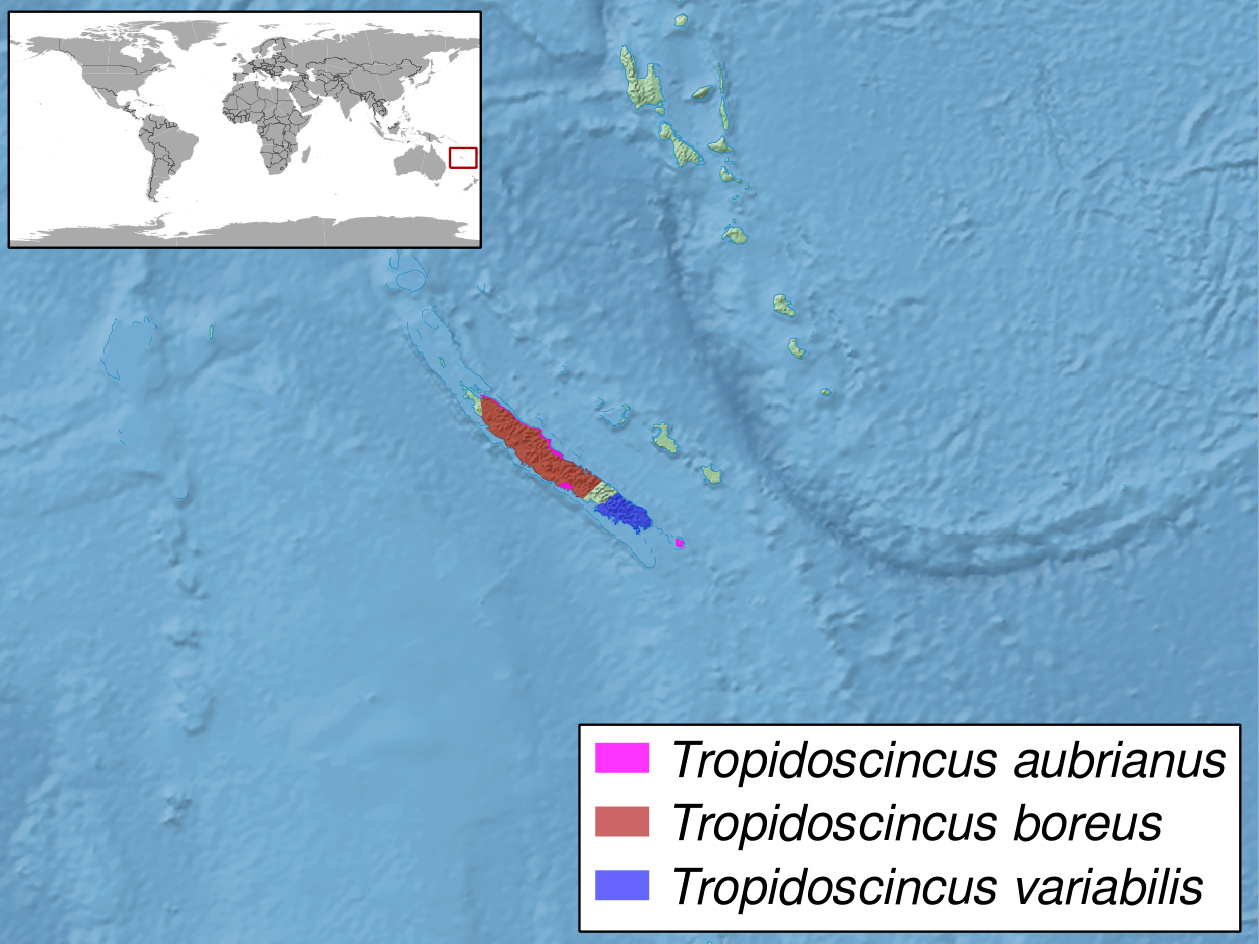
Répartition.

Les espèces de ce genre sont endémiques de la Nouvelle-Calédonie.

## Liste des espèces
Selon The Reptile Database (19 décembre 2012) :
- Tropidoscincus aubrianus Bocage, 1873
- Tropidoscincus boreus Sadlier & Bauer, 2000
- Tropidoscincus variabilis (Bavay, 1869)

## Publication originale
- Bocage, 1873 : Sur quelques sauriens nouveaux de la Nouvelle-Calédonie et de l’Australie. Jornal de Sciencias Mathematicas, Physicas e Naturaes, Lisboa, vol. 4, no 9, p. 228-232 (texte intégral).